# サイボウズ・メディアアンドテクノロジー
サイボウズ・メディアアンドテクノロジー株式会社（英称:Cybozu Media And Technology Co.,Ltd.）は、サイボウズ傘下のインターネット関連事業を行っていた会社。

## 沿革
- 1995年7月10日 - 設立。
- 1996年9月 - 法人改組し、株式会社バガボンドとなる。
- 1999年6月 - コンピュータゲーム情報メールマガジン「GAMERS EXPRESS」（発行・ブロッコリー）を創刊。
- 2002年1月 - 「GAMERS EXPRESS」廃刊。
- 2003年11月 - 社名をネットアンドセキュリティ総研株式会社に変更。
- 2006年5月21日 - 親会社である株式会社ライブドア（現・LDH）が保有する全株式をサイボウズ株式会社に売却。
- 2006年9月 - 社名をサイボウズ・メディアアンドテクノロジー株式会社に変更。
- 2008年9月8日 - 本社を東京都文京区後楽の後楽森ビルから渋谷区恵比寿西のファイブアネックスに移転。
- 2009年4月 - NS-Shop事業を株式会社クロス・マーケティングに譲渡。
- 2010年1月12日 - 本社を渋谷区恵比寿西のファイブアネックスから神奈川県横浜市港北区に移転。
- 2010年6月30日 - 株式会社MRYにシンクライアント事業を譲渡し解散[1]。